# Каварна рок фест
Каварна Рок Фест (Kavarna Rock Fest), до 2010 г. Калиакра Рок Фест (Kaliakra Rock Fest) е фестивал на рока и метъла, който се е провеждал ежегодно от 2006 до 2016 година в черноморския град Каварна.
Организатор е община Каварна по идея на известния с любовта си към тежката музика кмет Цонко Цонев и моторът на Жокер Медиа, впоследствие създател и собственик на Лауд Консертс – Мартин Стоянов, който реализира идеята. Фестът събира почитатели от цяла България и Балканския полуостров, за да чуят на живо някои от най-известните хардрок, хевиметъл, траш и дет метъл групи.
След оттеглянето на Цонев от кметския пост, провеждането на фестивала е преустановено и традицията е прекратена от общината поради финансови причини.

## 2006
През 2006 година фестивалът е еднодневен и се провежда на 25 август, когато на една сцена излизат Testament, Helloween и Twisted Sister.

## 2007
На следващата година, концертите са в три последователни дни:
- 28 юни – Heaven and Hell, Solaris, Б.Т.Р.
- 29 юни – Motörhead, SJK, Гранулом
- 30 юни – Manowar
- Manowar издават DVD със запис на концерта, който завършва с изпълнение на българския химн.

## 2008
През 2008 година Калиакра Рок Фест се провежда на:
- 5 юли – Manowar и Holy Hell
- 6 юли – Алис Купър и Sixth Sense
- 7 юли – Slayer и In Flames
- Manowar изпълняват няколко от парчетата си заедно с оркестъра и хора на Софийската филхармония, а концертът продължава над 5 часа. Общо са изпълнени 47 песни.

## 2009
Организира се четвърто издание, като участници са:
- 1 юли – Motley Crue и Lauren Harris
- 2 юли – Scorpions, Blind Guardian, Edguy
- 3 юли – Dream Theater, Cynic

## 2010
Фестивалът е прекръстен на Каварна Рок Фест. Организатори са Община Каварна и Лауд Консертс. Участници за 2010 са:
- 23 юли – Таря Турунен, Doro, Epica, Leaves' eyes, Atrocity
- 24 юли – Kreator, Sodom, Destruction, Korpiklaani
- 25 юли – Accept, Annihilator, Primal Fear, Voivod

## 2011
Шестото издание на фестивала „Каварна Рок фест“ се провежда през юли 2011 и съдържа:
- 15 юли – Paradise Lost, Sonata Arctica, Katatonia, Dreamshade
- 16 юли – Opeth, Moonspell, Tiamat, Sylosis
- 17 юли – Arch Enemy, Lake of Tears, Suicidal Angels

## 2012
Седмото издание на „Каварна Рок фест“ се провежда през юли 2012 и съдържа:
- 13 юли – Dio Disciples, Глен Хюз, Майкъл Шенкер Груп (MSG), Б.Т.Р., Команда 5
- 14 юли – Stryper, Dokken, Big Noize, D2 & Дичо
- 15 юли – Lizzy Borden, Kamelot, Rhapsody of Fire, Ахат, Ренегат

## 2013
Осмото издание на фестивала се провежда през юни 2013 и е с участието на групите:
- 1 юни – Accept, Thunder, Ария, Черно Фередже
- 2 юни – Deep Purple, Doro, Алиса, Аналгин

## 2014
Деветото издание на фестивала се провежда от 27 до 29 юни 2014 г. и е с участието на групите:
- 27 юни – Сигнал, Black Sea Battle Of The Bands
- 28 юни – Europe, Krokus, Pretty Maids, Gus G
- 29 юни – Helloween, Sabaton, Gotthard, Jorn

## 2015
Десетото юбилейно издание на фестивала се провежда от 26 до 28 юни 2015 г. и е с участието на групите:
- 26 юни – Jagermeister Battle of The bands
- 27 юни – Within Temptation, Unisonic, Kamelot, Delain, Downer Kill
- 28 юни – Twisted Sister, HammerFall, UFO, Candlemass, An Theos

## 2016
Единайсето издание на Фестивала се провежда на 2 и 3 юли 2016 г. с участието на:
- 2 юли – Axel Rudi Pell, Therion, Varg, Odd Crew, E-an-na
- 3 юли – Avantasia, Soilwork, Myrath, Last Hope, Thiarra